# Wężowiec (Mazovie)
Pour les articles homonymes, voir Wężowiec.
Wężowiec (prononciation : [vɛ̃ˈʐɔvjɛt͡s]) est un village polonais de la gmina de Mogielnica dans le powiat de Grójec de la voïvodie de Mazovie dans le centre-est de la Pologne.
Le village possède approximativement une population de 200 habitants .

## Histoire
De 1975 à 1998, le village appartenait administrativement à la voïvodie de Radom.